# Batalla de Montecubeiro
La batalla de Montecubeiro (en latín Mons Cuperius) fue un enfrentamiento armado en el que las tropas astures comandadas por el rey Silo derrotaron los rebeldes que en Galicia se habían alzado contra la dominación asturiana. Culminó con la definitiva incorporación de las tierras gallegas a la Monarquía asturiana.
La zona septentrional de Galicia había sido anexionada a Asturias por el rey Alfonso I, que impuso como obispo en Lugo a Odoario, un refugiado cristiano de la antigua provincia romana de África. En las décadas subsiguientes, particularmente durante los años de gobierno de Fruela, tanto en Galicia como en otras regiones periféricas se desarrollaron ciertas tendencias secesionistas que pugnaban por liberarse del dominio político asturiano. 
Pero fue durante el reinado del rey Silo cuando tuvo lugar una revuelta que tanto la Crónica Rotense como la Sebastianense describen como generalizada. Para sofocarla, las tropas asturianas avanzaron por la calzada romana que unía Oviedo y el centro de Asturias con las poblaciones de Lugo y de Iria Flavia e interceptaron a los rebeldes gallegos a la altura de Castroverde, donde los derrotaron.
Según el canónigo compostelano Antonio López Ferreiro en la parroquia de Montecubeiro existen dos castros, los de Maxide y Sarceda, que quizá pudieron servir como refugio a las tropas gallegas frente asedio asturiano.